# Lisa Post
Lisa Post, född den 27 januari 1999 i Veldhoven, är en nederländsk landhockeyspelare.

## Karriär
Lisa Post ingick i det nederländska landhockeylag som tog guld vid OS 2024.